# زاك وكواك
زاك وكواك (بالإنجليزية: Zack & Quack) هو مسلسل تلفزيوني للأطفال رسوم متحركة بالكمبيوتر المملكة المتحدة-إسرائيل-كوريا الجنوبية أنشأه جيلي دوليف وإيفيت كابلان وأنتج بواسطة زودياك الميديا. تم بث المسلسل في الفترة من 7 فبراير 2014 إلى 5 فبراير 2017 بإجمالي 36 حلقة. تدور أحداث المسلسل حول مغامرات صبي صغير يُدعى زاك وصديقه المفضل كواك، وهو بطة فضولية ذات لونين أزرق وأبيض.
1. ↑  الوصول: 19 أبريل 2020. وصلة مرجع: http://dbpedia.org/resource/Zack_&_Quack.